# Église Saint-Barthélemy de Baulne-en-Brie
L'église Saint-Barthélemy est une église située à Vallées-en-Champagne dans la commune déléguée de Baulne-en-Brie, en France.

## Localisation
L'église est située sur la commune de Vallées-en-Champagne dans la commune déléguée de Baulne-en-Brie, dans le département de l'Aisne.

## Historique
Le monument est classé au titre des monuments historiques en 1920.